# ガンマン

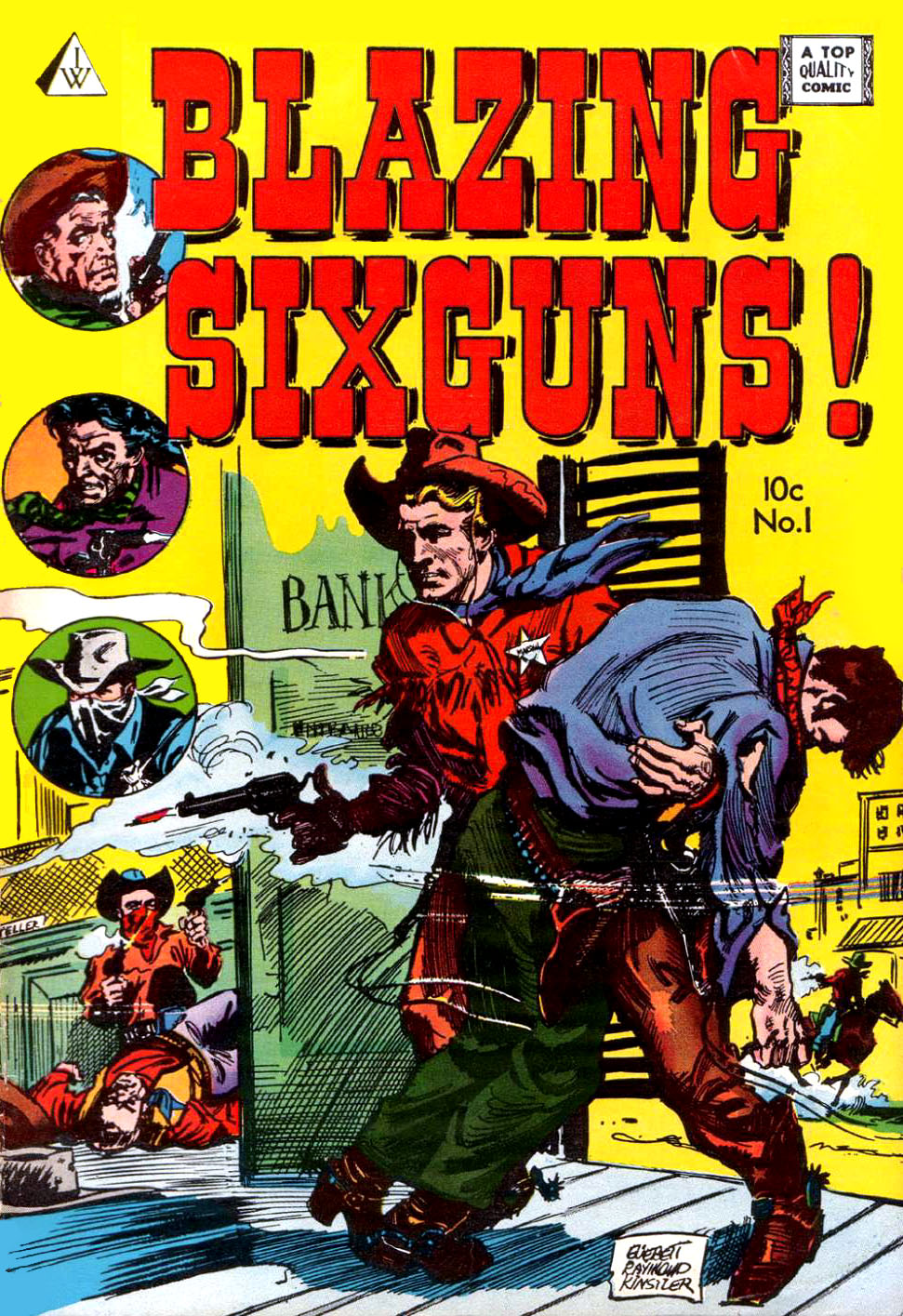
『ブレージング・シックスガンズ！』創刊号、1958年

ガンマンは、アメリカの西部開拓時代（南北戦争前後から20世紀初頭ころまで）に活躍した、銃器に熟練した保安官やカウボーイそして流浪者などをいう。アメリカでは一般的にガンファイター (gunfighter) またはガンスリンガー (gunslinger) と呼ばれ、gunmanは銃を持った悪党の意味が強い。ほとんどは殺人・強盗・窃盗などを常習とする犯罪者やギャンブラーのような遊び人だった。原語では男性のみを指す単語ではなく、広義では女性も含まれる。
19世紀後半から20世紀初頭にかけ、アメリカで出版されたダイムノヴェルに多くのガンマンがヒーローとして描かれて読者に支持されたうえ、20世紀に入るとガンマンを主人公にした映画やテレビドラマ（西部劇）が大量に製作され、世界各国に配給されて多くのヒット作を残したことから、個々の名が世間に知られるようになった。フロンティアの消滅とともにガンマンは伝説化し、現代ではアメリカ人の郷愁を呼び起こす存在の1つになっている。
一般的な英語では単に銃器を使用可能な状態で装備している人や銃器の取り扱いに優れた人を示す言葉として使われる。

## 主なガンマン

### 男性
- ワイアット・アープ (Wyatt Earp)
- ドク・ホリデイ (John Holliday)
- オールド・マン・クラントン (Old Man Clanton)
- ジョニー・リンゴ (Johnny Ringo)

以上の4人は「荒野の決闘」「OK牧場の決斗」の登場人物。
- ブッチ・キャシディ (Butch Cassidy)
- サンダンス・キッド (Harry Longbaugh)

以上の2人は「明日に向って撃て!」の登場人物。
- ジャック・スレード (Jack Slade)
- ヘンリー・プランマー (Henry Plummer)
- ワイルド・ビル・ヒコック (Wild Bill Hickok)
- ウィリアム・クェントリル (William Quantrill)
- クレー・アリソン (Clay Allison)
- ベン・トンプソン (Ben Thompson)
- コール・ヤンガー (Cole Younger)
- カーリー・ビル (Curly Bill)
- バッファロー・ビル (William Cody)
- ジェシー・ジェイムズ (Jesse James)
- ジム・カートライト (Jim Courtright)
- パット・ギャレット (Patrick Garret)
- サム・バス (Sam Bass)
- ジョン・ウェズリー・ハーディン (John Wesley Hardin)
- ルーク・ショート (Luke Short)
- キング・フィッシャー (King Fisher)
- バット・マスターソン (William Masterson)
- ビリー・ザ・キッド (William Bonney)
- キッド・カーリー (Harvey Logan)
- トム・ホーン (Tom Horn)

### 女性
- ベル・スター (Belle Starr)
- カラミティ・ジェーン (Calamity Jane)
- アニー・オークレイ (Annie Oakley)